# 의병제전

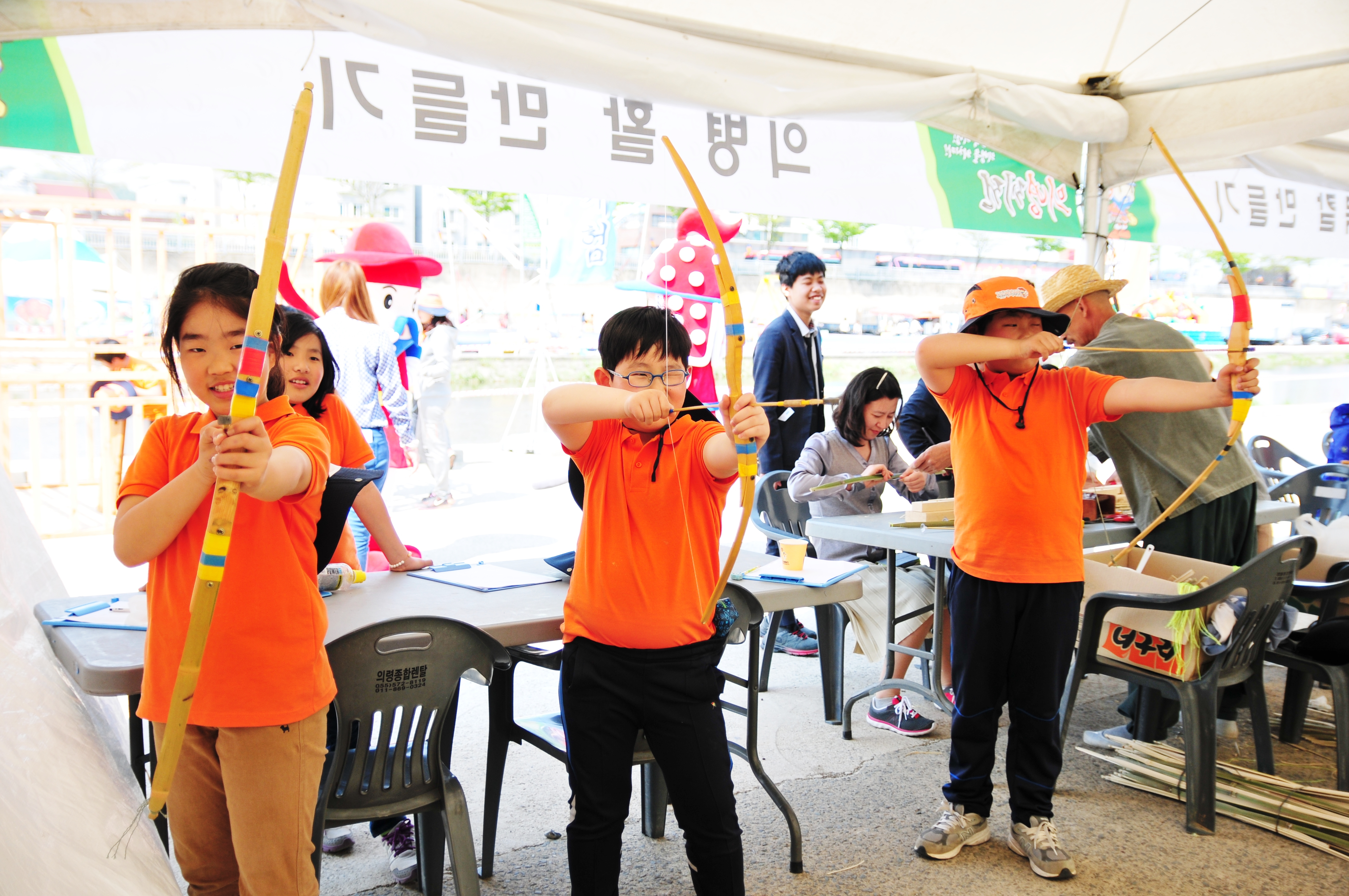
전통체험마당

의령홍의장군축제는 홍의장군 곽재우와 의병들의 나라 사랑 정신을 기리기 위하여 매년 4월에 실시되는 의령군의 전통행사이다. 과거에는 의병제전으로 불렸으나 2023년 제48회부터 의령홍의장군축제로 이름이 변경되었다.  의병승리공연, 횃불행진, 퍼레이드, 수문장 교대식 등이 이루어지며 가족단위 관광객과 학생들에게 우리의 전통 문화를 알리고, 체험해 볼 수 있는 다양한 전시 및 체험마당을 운영한다. 또한 밤에는 불꽃놀이와 야시장이 열린다.